# 코로나19의 기원 조사
코로나19 기원 조사는 코로나19가 어디서 발병이 시작되었는지를 조사하는 것이다.

## 바이든 행정부
2021년 3월, 바이든 미국 대통령은 동물인지 실험실인지 발원지 조사를 할 것을 미국 정보당국에 명령했다. 앞서 트럼프 전 행정부는 우한 바이러스 연구소 유출설을 지목했으나, 미국 주류 언론과 전문가들은 자연 발생설에 무게를 둬왔다.
바이든 미국 대통령은 미 정보 당국간 코로나 발원지 조사 보고 결과가 엇갈린다며, 90일 내 코로나 기원설에 대해 다시 조사할 것을 최근 지시했다. 당시 미 정보당국 2곳은 바이러스에 감염된 동물과 인간 접촉의 가능성을 제기했고, 다른 1곳은 실험실 사고로 발생했다고 보고했다.
2021년 5월 23일, 중국 우한(武漢)의 우한 바이러스 연구소 연구원 3명이 신종 코로나바이러스 감염증(코로나19) 첫 발병 보고 직전인 2019년 11월 병원 치료가 필요할 정도로 중증 상태였다는 정보를 미국이 확보한 것으로 나타나 코로나19 기원 논란이 재점화될 전망이다. 월스트리트저널(WSJ)에 따르면, 미국 정부는 비공개 정보보고서에서 이런 내용을 담아 우한바이러스연구소가 코로나19 바이러스 유출지라는 의혹을 다시 한 번 키웠다. 코로나19 대유행 직전 이 연구소 연구원들이 코로나19와 비슷한 증상을 겪으며 병원 입원 진료까지 했다면 해당 연구소는 바이러스의 진원지로 지목될 수 있기 때문이다.
2021년 5월 29일, 영국과 노르웨이의 저명한 과학자 두 명이 신종 코로나바이러스 감염증(코로나19)의 ‘실험실 제조설’을 주장하는 논문을 조만간 발표할 예정이라고 영국 데일리메일이 보도했다. 앵거스 달글리시 교수는 암 치료와 인체 면역결핍 바이러스(HIV) 백신 분야에서 손꼽히는 권위자다. 버거 소렌센 박사는 노르웨이 바이오산업협회 회장을 지낸 백신 제조사 최고경영자(CEO)이기도 하다. 두 과학자는 논문에서 코로나19 바이러스가 인위적으로 만들어졌다며 세 가지 근거를 들었다. 또한 자연적으로 발생한 것처럼 조작한 흔적까지 보인다고 논문에서 밝혔다.
2021년 5월 30일, 영국 더타임스는 영국을 포함한 서방 정보기관은 코로나19 사태 초기에 바이러스가 우한 연구소에서 기원했다는 설이 사실일 가능성이 크지 않다고 봤지만, 재평가 결과 개연성이 있는 것으로 선회했다고 전했다.
익명의 한 미국 관리는 "우한 연구실 유출설은 정확한 증거가 있다기보다는 상황적인 유추"라고 말했다. 캐나다 서스캐처원 대학의 바이러스학자 안젤라 라스무센박사는 "실험실 유출설이 주목받는 이유는 미디어들의 호들갑 때문"이라며 "아직 모든 것은 추측일뿐이고, 모든 기원 가설이 여전히 가능성이 있다"고 말했다.
하원 외교위 공화당 간사인 마이클 매컬은 CNN에 출연해 이와 관련, 실험실 유출설을 지목하는 정보를 확보했다고 밝혔다. 그는 "통신 정보를 포함해 다른 형태의 정보를 갖고 있다"며 "실험실 유출이 그렇지 않은 것보다 더 개연성 있다"고 말했다. 이는 실험실 유출을 뒷받침할 어떤 통신 정보도 갖고 있지 않다는 초기 정부 입장과 정면으로 배치되는 것이라고 뉴욕타임스는 지적했다.

## 연구소 유출 의혹
2011년, 중국 우한 바이러스 연구소 연구팀은 중국 남부 윈난성 지역의 동굴에 서식하는 박쥐에서 바이러스를 채취해 2011년부터 5년간 지속적으로 관찰했다.
2015년, 우한 바이러스 연구소(Wuhan Institute of Virology, WIV)는 미국 연구팀과 함께 인공 코로나바이러스를 만들었다. 유전자 재조합 기술로 만든 사스 유사 바이러스 'SHC014'는 코로나19 바이러스의 유전자와 82.07% 일치한다. 또다른 사스 유사 바이러스인 WIV1과 코로나19 바이러스를 비교한 결과 두 바이러스의 유전자는 82.14% 일치했다. 2015년 미국 노스캐롤라이나 대학교 연구팀은 쥐에 적응한 사스 코로나바이러스에 박쥐에서 유래한 코로나바이러스(SHC014-CoV)의 스파이크 단백질을 만드는 유전자를 혼합해 키메라 바이러스를 만들었다.
스정리(Shi Zhengli, 石正丽) 박사는 허난성 출신의 1964년생으로 현재 문제가 된 우한 바이러스 연구소에서 신흥감염질환연구팀 (Center for Emerging Infectious Diseases)을 이끌고 있다. 소속 팀원은 대학원생을 포함해 20~30 명 수준이다. 스정리 박사는 사스 바이러스는 물론 박쥐에 있는 코로나바이러스에 대한 연구 분야에서 최고 권위자로 인정받고 있다. 미국 노스캐롤라이나 대학교 연구팀과 공동연구한 것도 스정리 박사팀이다.
2020년, 중국 우한에서 확산한 신종 코로나바이러스가 연구소에서 빠져 나와 변이를 일으켰을 가능성이 제기됐다. 우한 폐렴이 시작된 것으로 확인된 화난수산시장과 불과 20마일(약 32km) 거리에 세계 최고 레벨이며, 중국 유일의 최고 위험등급인 BSL-4 실험실이 우한 바이러스 연구소에 설치되어 있다. 2017년 개소 당시 BSL-3에 해당하는 프로젝트로 시작해 2018년에는 BSL-4로 등급이 높아졌다.
즉, 우한에 중국 유일의 BSL-4 실험실이 있고, 2018년에 가동을 시작했는데, 2019년 12월에 우한 폐렴이 발생했으니, 가동 1년여만에 발생한 사고이며, 이것은 BSL-4 실험실 운영 초기의 경험부족으로 인한 세균 노출이 있었고, 이것을 주변의 야생동물이 전파한 것이 아니냐는 추측이다. 전문가들의 추측일 뿐이고, 명백한 물증은 없다지만, 한국도 충청북도 오송 질병관리본부에 최근 BSL-4 실험실을 국내 최초로 완공했기 때문에, 운영능력을 재점검해 볼 필요성이 있어보인다. 일본은 최초의 BSL-4 실험실을 개소하고도 안정성 우려 때문에 수십년 동안 고위험균은 연구하지 않았다.
BSL-4 실험실은 별도의 독립된 건물로 실험실을 지어야 하며, 외부 기압 보다 높은 양압 보호복을 착용하고, 별도의 산소공급 장치로 호흡해야 하며, 퇴실시에는 반드시 샤워를 해야 한다.
우한 바이러스 연구소가 생물학 무기 연구소라는 유언비어가 있으며, 이는 사실이 아니라는 보도가 있었다. 보다 정확한 사실은, 미국은 일본 731 부대를 데려와 연구했고, 생물학 무기의 대부분을 생산한 포트 데트릭에 미육군전염병연구소가 있다. 당연히 BSL-4 실험실도 설치되어 있다. 그러나, 한국, 중국, 일본 등은 국방부에 따로 BSL-4 실험실이 없으며, 통합해서 국립 연구소에 BSL-4 실험실이 한두 곳이 있을 뿐이다. 생물학 무기만을 전문적으로 연구하는 미육군전염병연구소는 전혀 아니지만, 그렇다고 전혀 생물학 무기를 연구하지 않는다는 명백한 증거도 발견되지 않았다.
1월 27일, 국제학술지 사이언스에 따르면 감염자 41명 중 13명은 화난수산시장과 연관성이 없는 것으로 밝혀졌다. 빈 카오 중국 수도의과학대학교(CMU) 교수 역시 “수산시장이 바이러스의 유일한 발원지가 아니라는 것은 분명해 보인다.”며 “하지만 우리는 아직도 바이러스가 어디서 왔는지 정확하게 알 수 없다.”고 밝혔다.
2월 2일, 우한 바이러스 연구소에서 스정리 박사가 우한폐렴 원인 바이러스를 만들었다고 지목되었다. 중국의 의학박사인 우샤오화(武小華)와 인터넷 사이트 회사 사장인 쉬보(徐波) 역시 스정리를 이번 바이러스 유출의 당사자로 지목했다. 스정리는 부인했다.
4월, 홍콩 대학 옌리멍 박사가 미국으로 망명했다. 2019년 12월 31일, 세계 최초로 우한 현지에 급파되어 코로나19를 조사했다. 중국 공무원이면서 WHO 직원이다. 우한 시장에서 발병했다는 것은 조작이며, 중국군 생물무기가 유출된 것이고, 증거도 모두 수집해서 중국 정부와 WHO에 초기에 보고했지만, 묵살되었으며, 오히려 살해 위협을 받아 미국으로 망명했다.
5월, 도널드 트럼프 대통령이 WHO가 초기 보고를 중국 정부를 위해 묵살했다면서, WHO를 탈퇴했다. 정확하게는 홍콩 대학 옌리멍 박사가 최초 보고서를 작성해 보고를 올린 상급자가 중국 국립 홍콩 대학 교수이자 WHO 직원인 레오 푼(潘烈文) 교수였고, 그가 함구하라고 지시했다. 중국 공무원이면서 WHO 현지 책임자이다.

## 같이 보기
- 우한 바이러스 연구소
- 코로나19 범유행에 관한 음모론과 허위 정보